# Idioma pame
El pame, o más propiamente las lenguas pames es un grupo de lenguas indígenas que se hablan en el centro-norte de México por las etnias pames. La comunidad lingüística pame supera los 10 000 individuos, y viven sobre todo en el estado de San Luis Potosí.

## Clasificación
Junto con el idioma otomí, el matlatzinca, el mazahua y el ocuilteco, el pame forma el grupo otopameano de la familia lingüística otopame.
Ethnologue distingue dos variedades de este idioma: el pame central, hablado en Santa María Acapulco; y el pame norteño, hablado en algunas comunidades al norte de Río Verde (San Luis Potosí), cerca del límite fronterizo con Tamaulipas. El pame sureño se considera en la actualidad extinto, aunque Soustelle pudo documentar algunos hablantes hacia 1935. Desde un punto de vista comparativo parece que las relaciones de cercanía entre las variedades llevan al siguiente esquema:

|  | Pame meridional (Ñãʔũ)                                                              |
|  |                                                                                     |
|  | \| \| Pame central (Šiʔúi) \| \| \| \| \| \| Pame septentrional (Šiyúi) \| \| \| \| |
|  |                                                                                     |
|  | Pame central (Šiʔúi)                                                                |
|  |                                                                                     |
|  | Pame septentrional (Šiyúi)                                                          |
|  |                                                                                     |

|  | Pame central (Šiʔúi)       |
|  |                            |
|  | Pame septentrional (Šiyúi) |
|  |                            |

## Descripción lingüística
El pame es una lengua tonal que distingue tonos medio y alto, así como el matiz alto-bajo.

### Léxico comparado
El siguiente cuadro muestra los numerales y algunas palabras básicas en diferentes variedades de Pame:
| GLOSA     | Pame Sur   | Pame Sur | Pame Central  | Pame Norte  | PROTO- PAME |
| GLOSA     | (Jiliapan) | (Tilaco) | (Santa María) | (Alaquines) | PROTO- PAME |
| --------- | ---------- | -------- | ------------- | ----------- | ----------- |
| 1         | nna        | nna      | ndɑ           | sɑnte       | *nda        |
| 2         | ti         | ti-yi    | nui           | nuyi        | *nui        |
| 3         | niyũ       | ti-ñũn   | rɑnhũʔ        | rnuʔ        | *-nũʔ       |
| 4         | tipiyã     | tyipya   | ki-ñui        | giriui      | *ki-nui     |
| 5         | špitũnt    | šputun   | kikʔɑi        | gičʔɑi      | *kikʔɑi     |
| 6         | tikiyen    | taken    | tiliyɑ        | teriɑ       | *te-        |
| 7         | tekiti     | ki-yi    | tiliñũhũñ     | teriuhiñ    | *te-?i+2    |
| 8         | teiniyun   | kyidinũn | ndɑ ntsɑwʔ    | tenhiuñ     | *te-?-nũʔ   |
| 9         | nahwẽn     | nawẽ     | 8 + 1         | kɑrɑ 8 + 1  | ?           |
| 10        | stutʔu     | štusu    | seskɑʔɑi      | kɑrɑ 8 + 2  | ?           |
| 'cabeza'  | kiñãu      | keyãw    | ganãw         | ganãu       | *kənaw      |
| 'ojo'     | nta        | ndao     | gotao         | ntao        | *nta        |
| 'nariz'   | šiñũ       | šiyõa    | ʦiñowa        | šiñõã       | *šiñũ(?)    |
| 'boca'    | kine       | kane     | kona          | kteye       | *           |
| 'pie'     | nogua      | nigowa   | mokwa         | mokwa       | *mokwa      |
| 'maíz'    | ʦʔiũ       | tyõã     | gu-dhwã       | tʔwã        | *tʔwã       |
| 'metate'  | mbot       | nabʔotʔ  | kʔyi          | kʔiyn       | ?           |
| 'chile'   | bihi       | mahi     | mahi          | lʔu         | *-hi        |
| 'tomate'  | mpia       | rumbay   | lapay         | dbipay      | *-pay       |
| 'frijol'  | tio        | tʔawuʔ   | gu-kʔwe       | kʔwi        | *kʔwi(?)    |
| 'carne'   | migu       | magiybi  | pakas         | pakas       | *mpak-(?)   |
| 'comer'   | dii, nii   | nii      | sihin         | sey         | *si-        |
| 'maguey'  | ši-nʤia    | pʔi-doa  | go-doa        | ndwa        | *ndoa       |
| 'alcohol' | pinkʔi     | pingi    | ke-pi         | ki-pint     | ?           |
| 'bosque'  | mipwi      | setʔa    | mabwo         | kwãn        | *mikwV (?)  |
| 'flor'    | ntu        | ndʔow    | go-tun        | nkyun       | *ndo-ni     |
| 'perro'   | nnʔow      | nnʔow    | nadu          | dyo         | *ndʔo-      |
| 'caballo' | pahan      | bhãn     | wahil         | pahal       | *pahal-(?)  |
| 'piedra'  | kido       | kudo     | kotu          | gitu        | *ki-nto     |
| 'sol'     | mpãẽ       | nimbay   | kunhu         | mpa         | *mpay       |
| 'luna'    | mʔõ        | mʔãũ     | mʔau          | mʔãũ        | *mʔau       |
| 'agua'    | bisa       | masa     | kwote         | kãnte       | *nte        |
| 'montaña' | tʔoe       | tʔi      | go-loe        | toe         | *tʔoe       |
| 'sal'     | tʔiũs      | tʔũs     | lʔũs          | tʔũs        | *tʔũs       |
| 'mercado' | tityawt    | tetãwn   | kekywãw       | kikʔyič     | *teta-      |
| 'año'     | špo        | šopʔaw   | ningyihin     | čyii        | ?           |
| 'semana'  | nimpya     | nembẽ    | nembẽyn       | pyẽy        | *mpyẽ(y)    |
| 'noche'   | sãu        | nasaw    | gu-sãw        | digun       | *sãw        |
| 'frío'    | ʦe         | ʦe       | ʦee           | ʦee         | *ʦe(e)      |
| 'calor'   | pa         | mapa     | mapa          | mpa         | *(ma)pa     |